# Vũ trụ DC
Vũ trụ DC (DCU) là vũ trụ chung nơi phần lớn các câu chuyện trong các tựa sách truyện tranh Mỹ được xuất bản bởi DC Comics diễn ra. Trong ngữ cảnh, thuật ngữ "Vũ trụ DC" thường chỉ đến liên tục chính của DC. Nó bao gồm những siêu anh hùng nổi tiếng như Superman, Batman, Wonder Woman, Flash, Aquaman, Green Lantern, Green Arrow, Shazam, Martian Manhunter, và Cyborg; cũng như những đội như Justice League, Justice Society of America, Suicide Squad, Doom Patrol, và Teen Titans. Nó cũng chứa những siêu ác nhân nổi tiếng, bao gồm Lex Luthor, Joker, Cheetah, Reverse-Flash, Black Manta, Sinestro, Deathstroke, Black Adam, Brainiac, và Darkseid.
Thuật ngữ "Đa vũ trụ DC" chỉ đến bộ sưu tập của tất cả các liên tục trong các ấn phẩm của DC Comics. Trong Đa vũ trụ, vũ trụ DC chính đã được gọi bằng nhiều tên, nhưng trong những năm gần đây, nó thường được gọi là "Trái Đất Chính" (không nên nhầm với "Trái Đất Sơ khai") hoặc "Trái Đất 0".
Vũ trụ DC chính, cũng như những thực tại song song liên quan đến nó, nhanh chóng được chuyển thể sang các phương tiện truyền thông khác như phim hàng loạt hoặc drama radio. Trong những thập kỷ tiếp theo, liên tục giữa tất cả những phương tiện truyền thông này trở nên ngày càng phức tạp với những cốt truyện và sự kiện nhất định được thiết kế để đơn giản hóa hoặc tinh gọn những khía cạnh mơ hồ hơn trong lịch sử của các nhân vật."

## Truyện tranh DC Universe
- DC Universe: Di sản
- DC Universe Online: Legends

## Truyền thông khác
- DC Universe Roleplaying Game

### Phim
- Phim dựa trên DC Comics:
  - Superman trong phim
  - Batman trong phim
  - Các bộ phim DC
  - Flash trong phim
  - Wonder Woman trong phim
- DC Extended Universe
- DC Universe (thương hiệu)
- The Lego Movie, The Lego Batman Movie và The Lego Movie 2: The Second Part (diễn ra trong một đa vũ trụ mà Lego DC Universe là một phần)

### Truyền hình
- Danh sách các series truyền hình dựa trên DC Comics
- Arrow, The Flash, Legends of Tomorrow, Supergirl, Vixen, Black Lightning, Lucifer và Batwoman (diễn ra trong cùng vũ trụ, được biết đến với tên gọi Arrowverse). Stargirl
- DC Universe

### Hoạt hình
- DC animated universe
- DC Universe Animated Original Movies
- Teen Titans
- Teen Titans Go!
- Young Justice

### Đồ chơi
- DC Universe (toyline)
  - DC Universe Classics

### Trò chơi điện tử
- Trò chơi điện tử dựa trên DC Comics:
  - Danh sách trò chơi điện tử Superman
  - Danh sách trò chơi điện tử Batman
  - Mortal Kombat vs. DC Universe
  - DC Universe Online
  - Lego Batman 2: DC Super Heroes
  - Injustice: Gods Among Us
  - Injustice 2
  - Scribblenauts Unmasked: A DC Comics Adventure
  - Infinite Crisis
  - Suicide Squad: Kill the Justice League
- The Lego Movie Videogame, The Lego Batman Movie Game, Lego Dimensions và The Lego Movie 2 Videogame (diễn ra trong cùng vũ trụ đa thể như các bộ phim đã đề cập)